# Piroslámpás negyed

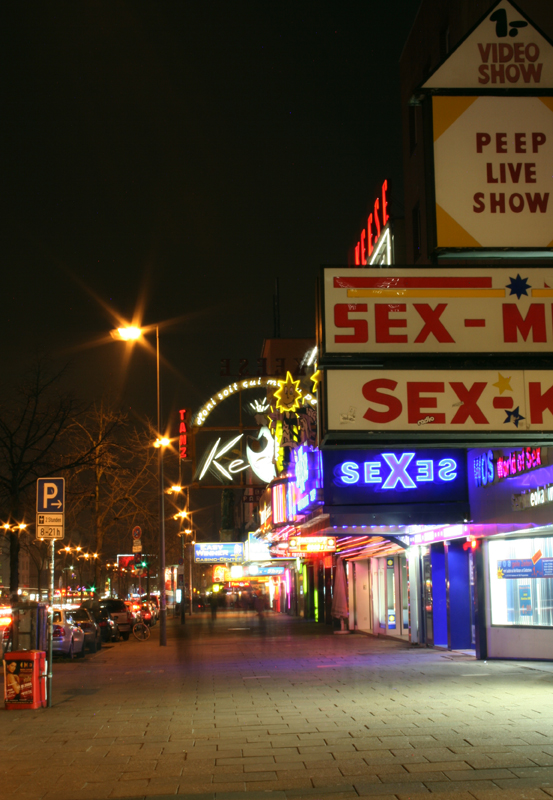
A hamburgi Reeperbahn St. Paulibanban

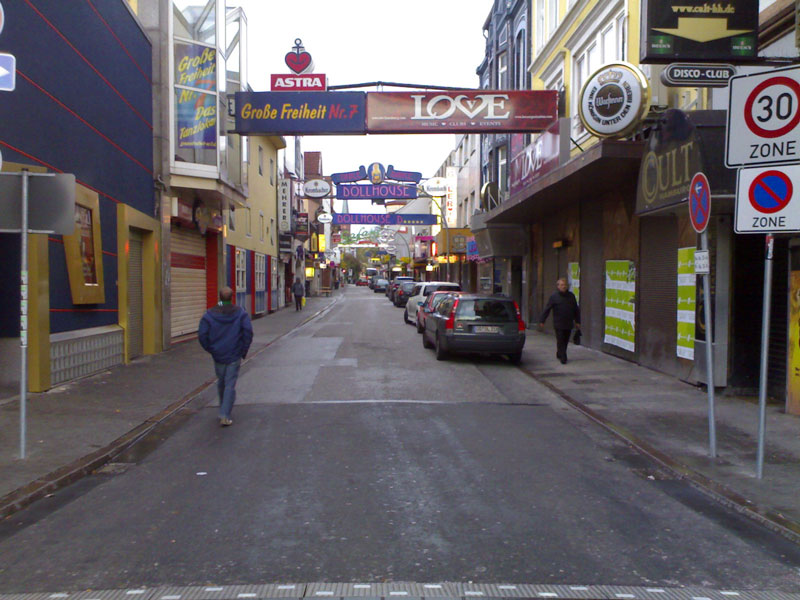
A „Große Freiheit” Hamburgban

A piroslámpás negyed egy város olyan területe, ahol a prostitúció és a szexkereskedelem más típusai koncentrálódnak. A kifejezést gyakran pejoratív értelemben használják.

## A kifejezés eredete
Angol nyelven a red-light district kifejezés 1900 körül jött létre, de már 1850-ben számos bordélyház működött a londoni Greene Streeten. A SoHo New York Manhattan negyedében a Houston Streettől délre való elhelyezkedéséről kapta a nevét, de utal a londoni Sohóra is. A bejárata fölött vörös (de más színű is lehetett) üveggolyóban gázlámpa égett. A piroslámpás negyed kifejezés csak az 1920-as évek elején jelent meg.  Az olaszul: quartiere a luci rosse, hollandul: rosse buurt kifejezések is dokumentálják, hogy számos városokban megtörtént a bordély és a prostituált környezet egyfajta „gettósítása”. Hasonló kifejezés japánul az akaszen. A „piroslámpás negyed” kifejezést általában bűnözői magatartáshoz is kötik (pl. kábítószer-kereskedelem, emberkereskedelem, zsarolás).

## Eredete és felépítése
Egy városrész általában attól még nem válik piroslámpás negyeddé, hogy van ott néhány bordélyház. A szexiparban csak bizonyos számú vagy sokféle vállalkozás teszi a város egyik negyedét piroslámpás negyeddé. Az ajánlatok spektruma az utcán vagy a bordélyházban működő prostitúciótól a szexshopon és sztriptízbárokon vagy asztali táncbárokon át a pornómozikig és animációs bárokig terjedhet.
A piroslámpás negyedek kialakulását több társadalmi tényező is elősegíti. Az ott található létesítmények vendégei gyakran érdeklődnek a különböző közeli létesítmények iránt, így a szórakozási szakaszban gyalogosan is könnyedén helyet tudnak változtatni, például asztali táncbárból szórakoztató bárba, onnan pedig bordélyba. .
A piroslámpás negyed területén kisebb a kockázata annak, hogy olyan emberekkel találkozunk, akik nem tartoznak a piroslámpás negyedhez, és nem is érdeklődnek iránta. Sok felhasználónak kínos, ha úgy érzi, ferdén néznek ráj, amikor egy szexbolt meglátogatása után az utcára lép.
A piroslámpás negyed jellege gyakran attól függ, hogy van-e kijárási tilalom, vagyis az éjszakai üzleti tevékenység törvényi korlátozása. Ez elsősorban azt befolyásolja, hogy megtalálhatóak-e a megfelelő bárok, amelyek a piroslámpás negyedben biztosíthatják a legtöbb ilyen jellegű tevékenységet. Főleg a kijárási tilalom nélküli piroslámpás negyedekben vannak olyan szórakozóhelyek is, amelyek nem tartoznak a negyedhez, mint például bárok, éttermek, játéktermek, színházak, kabarék és hasonlók.

## A német piroslámpás negyedek különlegességei
A németországi viszonylag liberális jogi helyzet miatt a piroslámpás negyedek kevésbé rejtettek és nyitottabb szerkezetűek, mint sok más országban.

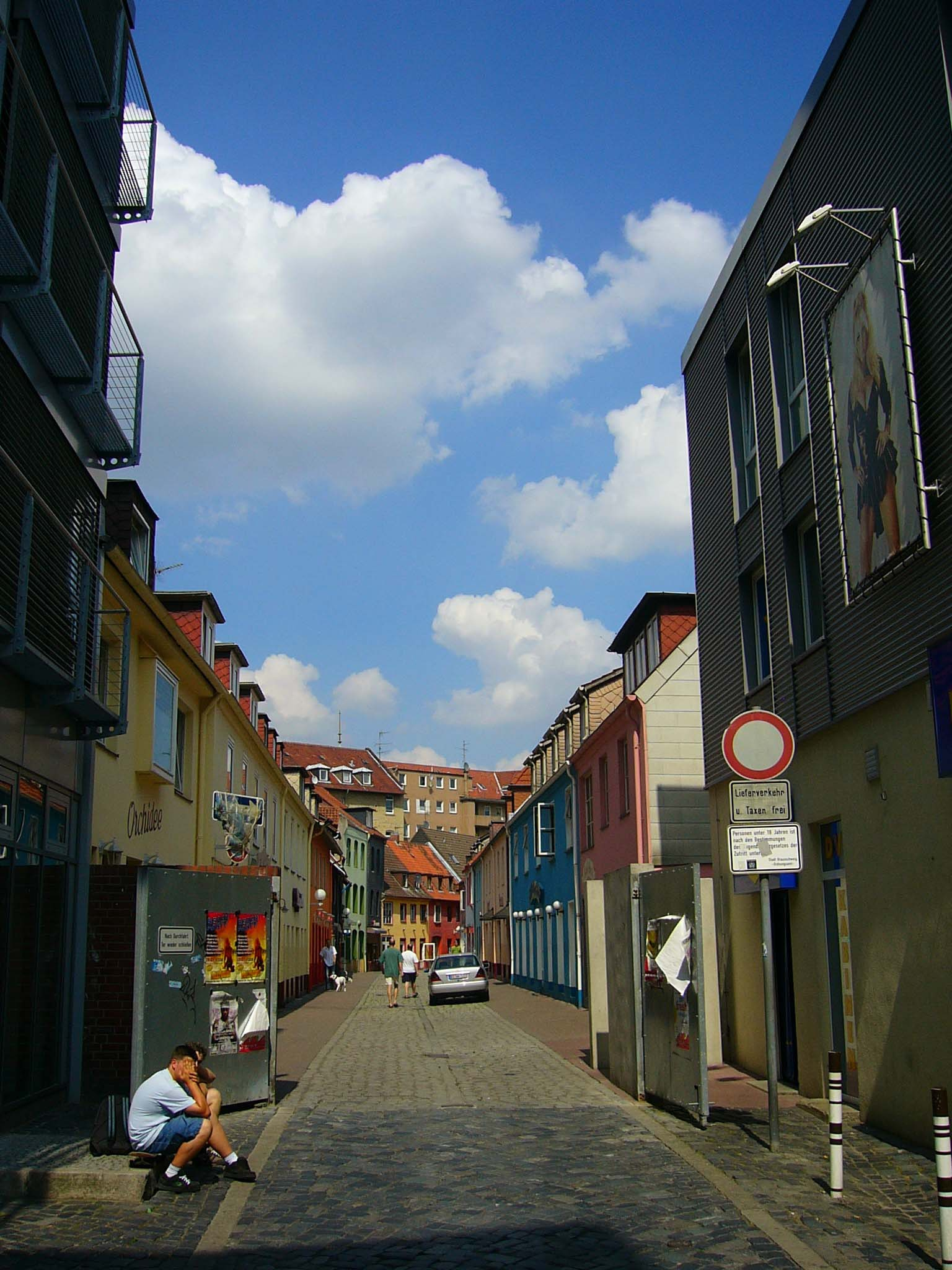
Piroslámpás negyed a Bruchstrassén Braunschweigben (működés közben zárt kapuval)

### Háttere
A piroslámpás negyedek megjelenését Németországban nagyban ösztönözték a korlátozott területekre vonatkozó szabályozások, azaz önkormányzati vagy városi jogi szabályozáson keresztül, amely csak egy bizonyos területen, általában a városközponton kívül engedélyezte a prostitúció gyakorlását, például Frankfurt am Mainban. A piroslámpás negyed gyakran egy strichelőutca közvetlen közelében alakult ki. Ezt a fejlődést elősegítette az is, hogy más jellemző létesítmények, például szexboltok is csak bizonyos területeken voltak engedélyezve a tervezési és építési törvény hatálya alatt.
Az olyan városokban, mint például Berlin, ahol nincs területi korlátozás, a piroslámpás negyedekre való koncentrálódás csak korlátozott mértékben figyelhető meg. Például az Oranienburger Straße vagy a Stuttgarter Platz (a „Stutti”) körüli területek, amelyek piroslámpás negyednek nevezhetők, nem játszanak domináns szerepet a berlini prostitúcióban általában.

### Élhetőség
A piroslámpás negyedben való élhetőséget általában alacsony szintűnek tartják. Ez nem csak az éjszakai zajnak, vagy a környezetnek tulajdonítható, amely általában meglehetősen rossz szociális infrastruktúrával rendelkezik. A piroslámpás negyedek gyakran veszélyes helyek is, ahol gyakrabban fordulnak elő erőszakos és vagyon elleni bűncselekmények. A környezet ezért különösen alkalmatlan a gyermekek és fiatalok számára.

### Állami ellenőrzésük
A piroslámpás negyed létesítményeinek az ilyen negyedekben való telepítése megkönnyíti az állami ellenőrzést. A kereskedelmi jogi követelményeket például egy felügyeleti körözés részeként lehet ellenőrizni a különféle létesítményekben. A rendőri erők koncentrált helyszíni bevetésével a minimális biztonság kezelhető létszámmal elérhető. Jó példa erre a Davidwache városi rendőrőrs Hamburgban, a St. Pauli piroslámpás negyed közepén.
A piroslámpás negyed ellenőrzési okokból történő létrehozására példa még a brémai Helenenstrasse.

### Közigazgatási szabálysértési törvény
A 120-as közigazgatási szabálysértési törvény (OWiG) 1. §-a szerint közigazgatási szabálysértésnek minősül, ha a prostitúciót törvényileg tiltott területen folytatják. Az OWiG 120. § (1) bekezdésének 2. pontja értelmében tilos fizetett szexuális cselekmények lehetőségét felajánlani, meghirdetni vagy reklámozni, illetve ilyen tartalmú kijelentéseket tenni. A Szövetségi Bíróság szerint azonban ez nem jelenti azt, hogy a prostitúció reklámozása általában megengedhetetlen. Inkább a lakosság egyes rétegeinek konkrét megsértését kell elkerülni, például a kiskorúak védelmében.

## Jól ismert piroslámpás negyedek

### Németország

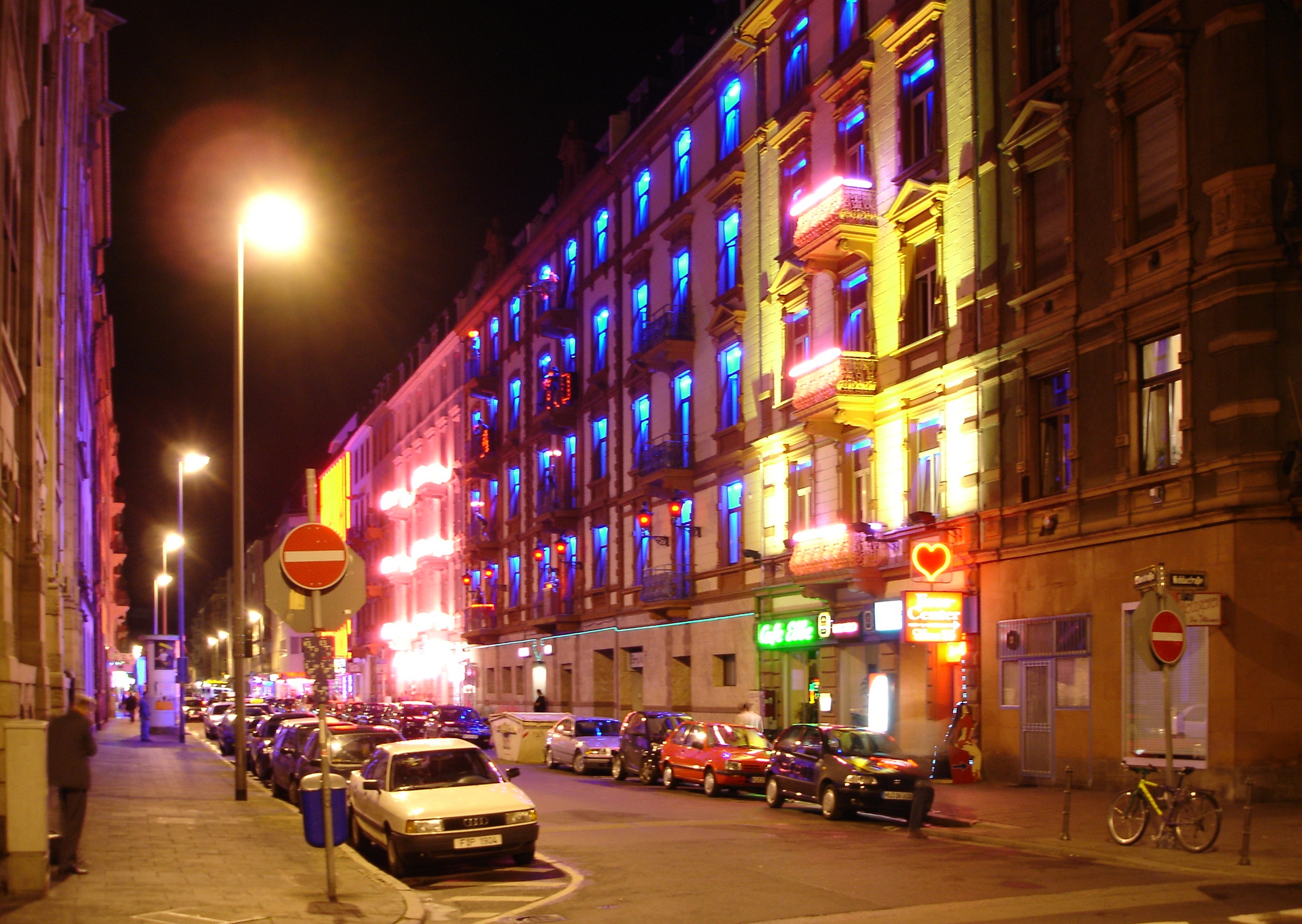
Frankfurt am Main piroslámpás negyede éjjel

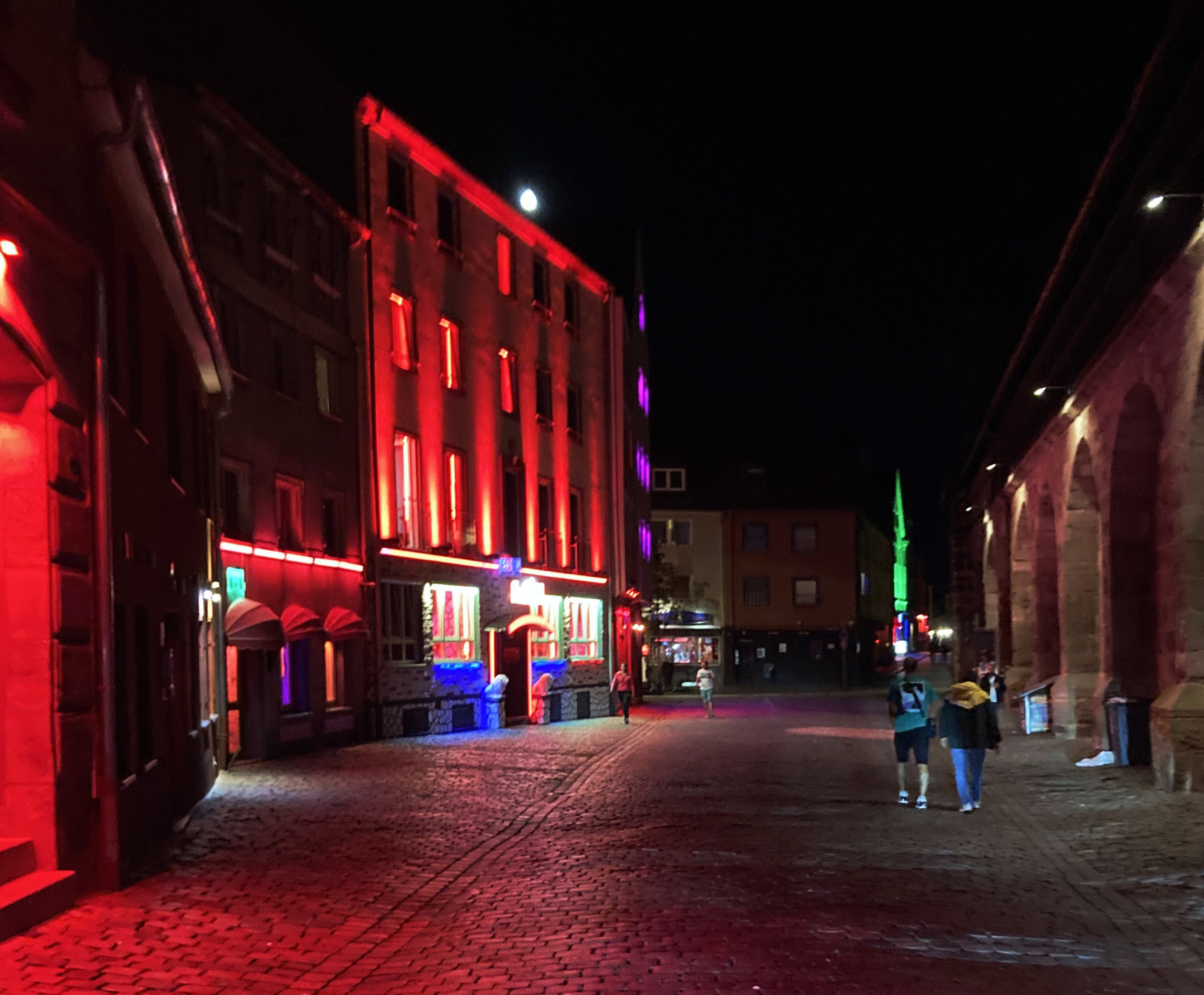
Nürnberg piroslámpás negyede, a Frauentormauernél

- Világszerte ismert piros lámpás negyed például a hamburgi St. Pauli a Reeperbahnnal és szomszédos utcáival. Itt különösen a Herbertstrasse és a Hans-Albers-Platz környéke (más néven Kiez vagy Meile).
- Az Oranienburger Straße egy népszerű ilyen hely Berlinben. Noha ez a piroslámpás környék bizonyos mértékig ismertségre és elfogadottságra tett szert a helyiek és a turisták körében, a többnyire kelet-európai prostituáltak és a Kurfürstenstrasse (Berlin-Tiergarten) helyi lakosai között gyakran konfliktusok támadnak. A Stuttgarter Platz (Stutti) környékét piroslámpás negyedként is ismert.[4]
- Hannoverben a Steintorviertel egy jól ismert piroslámpás környék.
- Nürnbergben a Frauentormauer körüli Jakober negyed Spittler és Färbertor között, valamint az Ottostraße és az Engelhardsgasse képviseli Nürnberg központi piroslámpás negyedét. Az első források már 1381-ben jelzik a prostitúció gyakorlását a női menhelyeken. A 19. században a házakat gyakran borüzletként emlegették.
- Frankfurt am Mainban a Kaiserstrasse sok ember számára a frankfurti piroslámpás negyed szinonimájává vált, bár a prostitúció toleranciazónáján kívül esik. A környező állomásnegyed különösen népszerű volt az amerikai megszállók körében a második világháború után. A tényleges piroslámpás negyed azonban főként az északi pályaudvar körzetére koncentrálódik a Taunusstrasse és a Niddastrasse között.
- A Ruhr-vidéken a Gussstahlstrassén található a Bochum piroslámpás negyed „Gurke” és „Eierberg” néven ismert. Valami hasonlót találhatunk Essenben (Stahlstraße), Duisburgban (Vulcanostraße), Oberhausenben (Flaßhofstraße) és Dortmundban (Linienstraße).
- Flensburgban, különösen a 20. században az Oluf-Samson-Gang (a szomszédos Kaysers-Hof komplexummal) a leghíresebb „bűntanya” a hamburgi St. Pauli és a koppenhágai Istedgade.
- Kielben a Kieler Rotlichtviertel a Wall am Hafen utca egy jól ismert piroslámpás negyed.
- Az 1594-ben elrendelt tilalom ellenére kurvák telepedtek le a braunschweigi Bruchstrassén.
- Aachenben az Antoniusstrasse a város központi piroslámpás negyede.
- Mannheimban a Lupinenstraße a piroslámpás negyed.
- Karlsruhéban a bordélyházak a Brunnenstrassén összpontosulnak.

### Európában

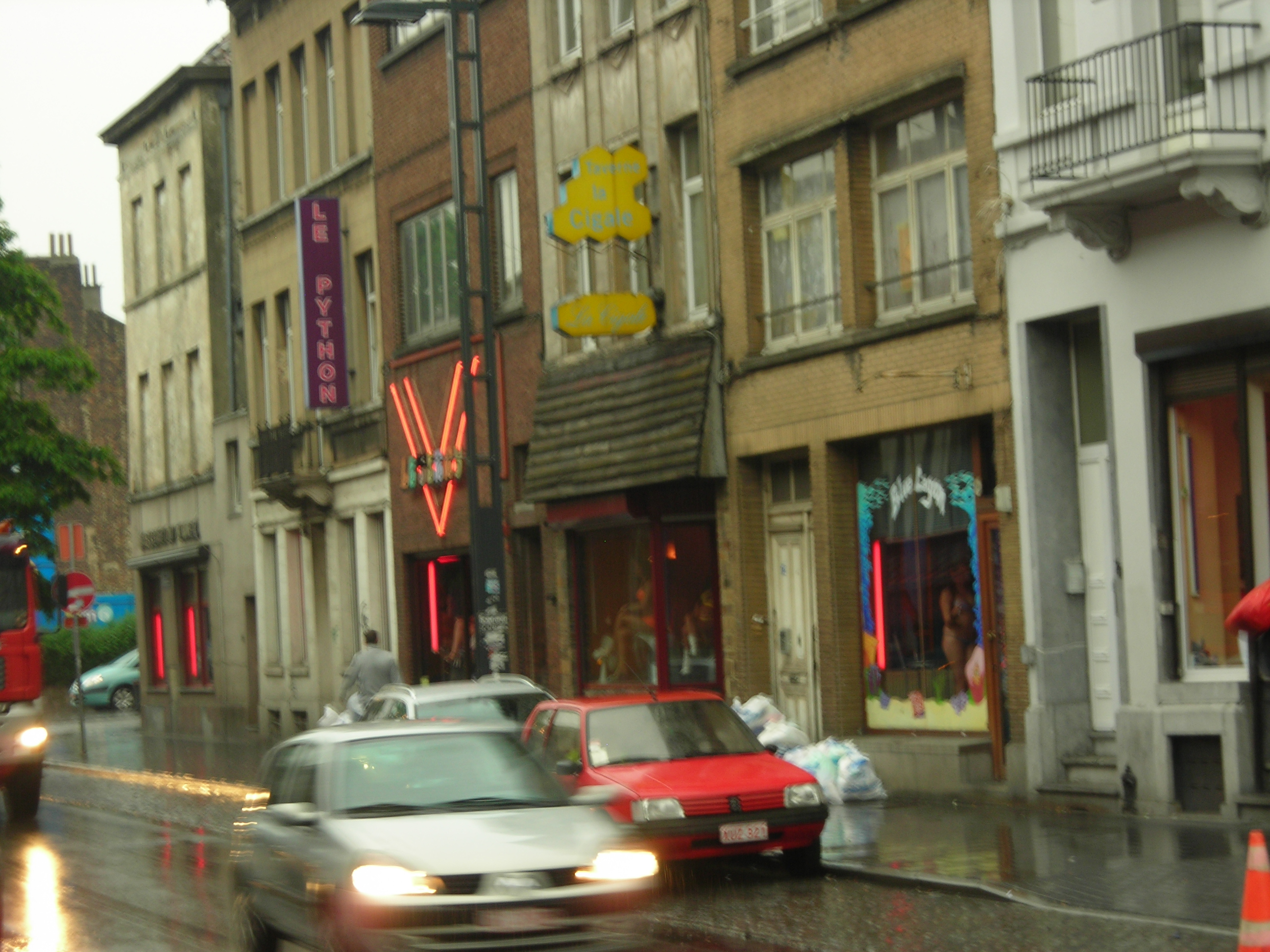
Az Aarschotstraat Amszterdamban

- Az amszterdami De Wallen piroslámpás negyed az egyik első olyan terület a világon, ahol a prostituáltak legálisan dolgozhatnak és szerveződhetnek.
- Világhírű az egykori párizsi piroslámpás Pigalle negyed a Montmartre-on, a híres Moulin Rouge-zsal és a Rue Saint-Denis környéke.
- Nagy-Britanniában többek között ismert a londoni King’s Cross pályaudvar körüli állomásnegyed.
- Bécsben a Práter körüli vidámpark részeként a piroslámpás negyed az úgynevezett Stuwerviertel-háromszögben alakult ki, amelyet a Lassallestraße, az Ausstellungstraße és a Vorgartenstraße határol; A közelmúltban azonban a Gürtels és a Felberstraße területei sokkal ismertebbek és frekventáltabb piroslámpás területek voltak.
- Zürichben a miliő a Langstrasse környékén található (4. és 5. kerület).
- Genfben a piroslámpás negyed a Les Pâquis környékén található, különösen a Rue de Berne-en.
- A koppenhágai Istedgade a szórakozási lehetőségek és a piroslámpás negyed miatt az ország egyik leghíresebb utcája.
- Dublinban volt a Monto.
- Brüsszelben a Rue d’Aerschot egyike a város számos utcájának, ahol prostitúciót kínálnak. Antwerpen ad otthont a Schipperskwartiernek.

### Európán kívül

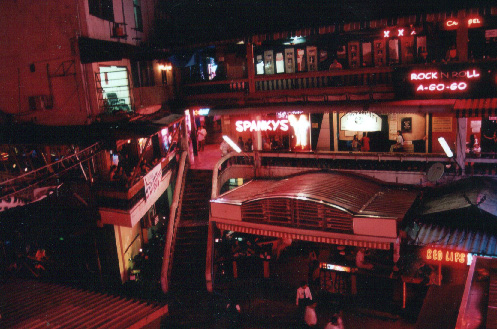
A Nana Plaza, Bangkok, Thaiföld

- Bangkokban a Patpong utcák (valamit a Nana Plaza) a nemzetközileg legismertebb piroslámpás negyedek közé tartoznak.
- Tokió leghíresebb piroslámpás negyede a Kabukicsó a Sindzsuku kerületben és a korábban Josivara néven ismert terület a Szenzoku kerületben.
- A Sydney-i Kings Cross vasútállomás környéke szintén piroslámpás negyednek számít.
- A mexikói Tijuanában található Avenida Revolución egy piroslámpás negyed az USA határán, amelyet főleg amerikaiak használnak.
- Brazíliában a Belo Horizonte-i Rua Guaicurus az egyik piroslámpás negyed.
- A Ximending Tajpejben, Tajvanon

## Fordítás
- Ez a szócikk részben vagy egészben  a   Rotlichtviertel című német Wikipédia-szócikk ezen változatának fordításán alapul.  Az eredeti cikk szerkesztőit annak laptörténete sorolja fel. Ez a jelzés csupán a megfogalmazás eredetét és a szerzői jogokat jelzi, nem szolgál a cikkben szereplő információk forrásmegjelöléseként.